# Mahmut Orhan
Mahmut Orhan (n. 11 ianuarie 1993, Bursa, Turcia) este un DJ și producător muzical turc. Activitatea lui se concentrează în special în zonele deep house, indie dance și nu-disco.
Într-un interviu pentru cotidianul turc Sabah, Orhan spunea că a început să lucreze în domeniul muzicii în Bursa, orașul lui natal, la vârsta de 15 ani, pentru ca ulterior să se mute în Istanbul unde avea să mixeze pentru clubul Chilai din cartierul Bebek. În același interviu, artistul a numit clubul Epic Society din Timișoara drept locația lui favorită.

## Carieră muzicală
Prima producție semnată Mahmut Orhan a fost „Age of Emotions”, track instrumental lansat în 2015. Piesa a devenit primul lui hit în topurile Beatport, urcând până pe locul 15 în secțiunea „Nu-disco”. Anul următor a lansat „Feel”, în colaborare cu Sena Șener. Piesa s-a bucurat de un real succes comercial pe plan internațional, dominând topurile muzicale din Bulgaria, Grecia și Turcia și figurând în top 10 în țări precum Kazahstan, Polonia, România, Rusia, Serbia sau Ucraina. Piesa a ajuns, de asemenea, #1 în iTunes Dance Chart în 11 țări și #1 în iTunes Main Chart în cinci teritorii. Pe lângă aceasta, Mahmut Orhan a cunoscut și alte succese, precum „Save Me” sau remixul la coloana sonoră a serialului Game of Thrones.
Pe 20 aprilie 2018, Mahmut Orhan a lansat „6 Days”, o versiune revigorată a piesei „Six Day War” din 1971 a trupei rock Colonel Bagshot. Pe acest single, producătorul turc păstrează energia vocală a celor de la Colonel Bagshot, dar îi adaugă un aer nou și o atingere orientală. La doar câteva zile de la lansare, piesa a ajuns pe locul 7 în trending pe YouTube în România. De asemenea, piesa a ajuns pe locul 1 în Shazam Top 100 Popular Songs în Albania, Bosnia și Herțegovina, Bulgaria, Grecia, Republica Moldova, România și Serbia.

## Discografie

### EP-uri
| Titlu            | Detalii                                                                |
| ---------------- | ---------------------------------------------------------------------- |
| Undesirable Life | - Lansare: 2011 - Casă de discuri: Underground City Music - Format: CD |

### Single-uri
| Titlu                            | An   | Poziții | Poziții | Poziții | Poziții | Poziții | Poziții | Poziții | Certificări | Album |
| Titlu                            | An   | TUR     | BGR     | DEU     | GRC     | POL     | ROU     | RUS     | Certificări | Album |
| -------------------------------- | ---- | ------- | ------- | ------- | ------- | ------- | ------- | ------- | ----------- | ----- |
| „Feel” (feat. Sena Șener)        | 2016 | 31      | 1       | 70      | 1       | 9       | 34      | 6       |             |       |
| „Game of Thrones”                | 2017 | —       | 17      | —       | —       | —       | —       | —       |             |       |
| „Save Me” (feat. Eneli)          | 2017 | —       | 6       | —       | —       | —       | —       | —       |             |       |
| „6 Days” (feat. Colonel Bagshot) | 2018 | —       | —       | —       | 1       | —       | 1       | —       |             |       |

## Apariții
2017
- ParookaVille[17]
- Sea Star Festival[18]
- Univibes[19]

2018
- Exit Festival[4]
- Festival 84[20]

## Premii
- 2017: GQ Türkiye – DJ-ul anului[21]
- 2018: fizy – Cel mai bun DJ[22]